# Едманд (Висконсин)
Едманд (енгл. Edmund) насељено је место без административног статуса у америчкој савезној држави Висконсин.

## Демографија
По попису из 2010. године број становника је 173.
| Група             | 2000.    | 2010.       |
| Белци             | 0 (0,0%) | 160 (92,5%) |
| Афроамериканци    | 0 (0,0%) | 0 (0,0%)    |
| Азијати           | 0 (0,0%) | 0 (0,0%)    |
| Хиспаноамериканци | 0 (0,0%) | 9 (5,2%)    |
| Укупно            | 0        | 173         |